# Джон Вітекер
Джон Вітекер  (англ. John Whitaker, 5 серпня 1955) — британський вершник, олімпійський медаліст.

## Виступи на Олімпіадах

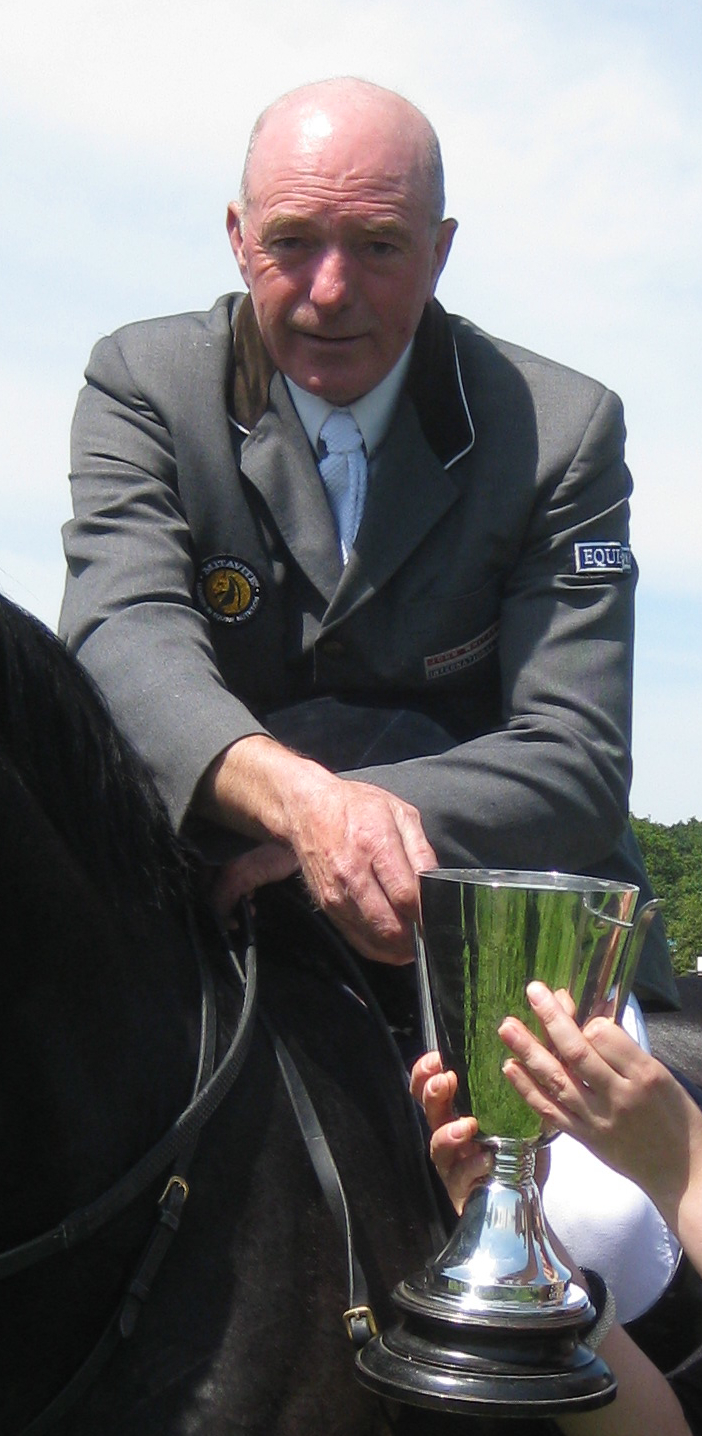
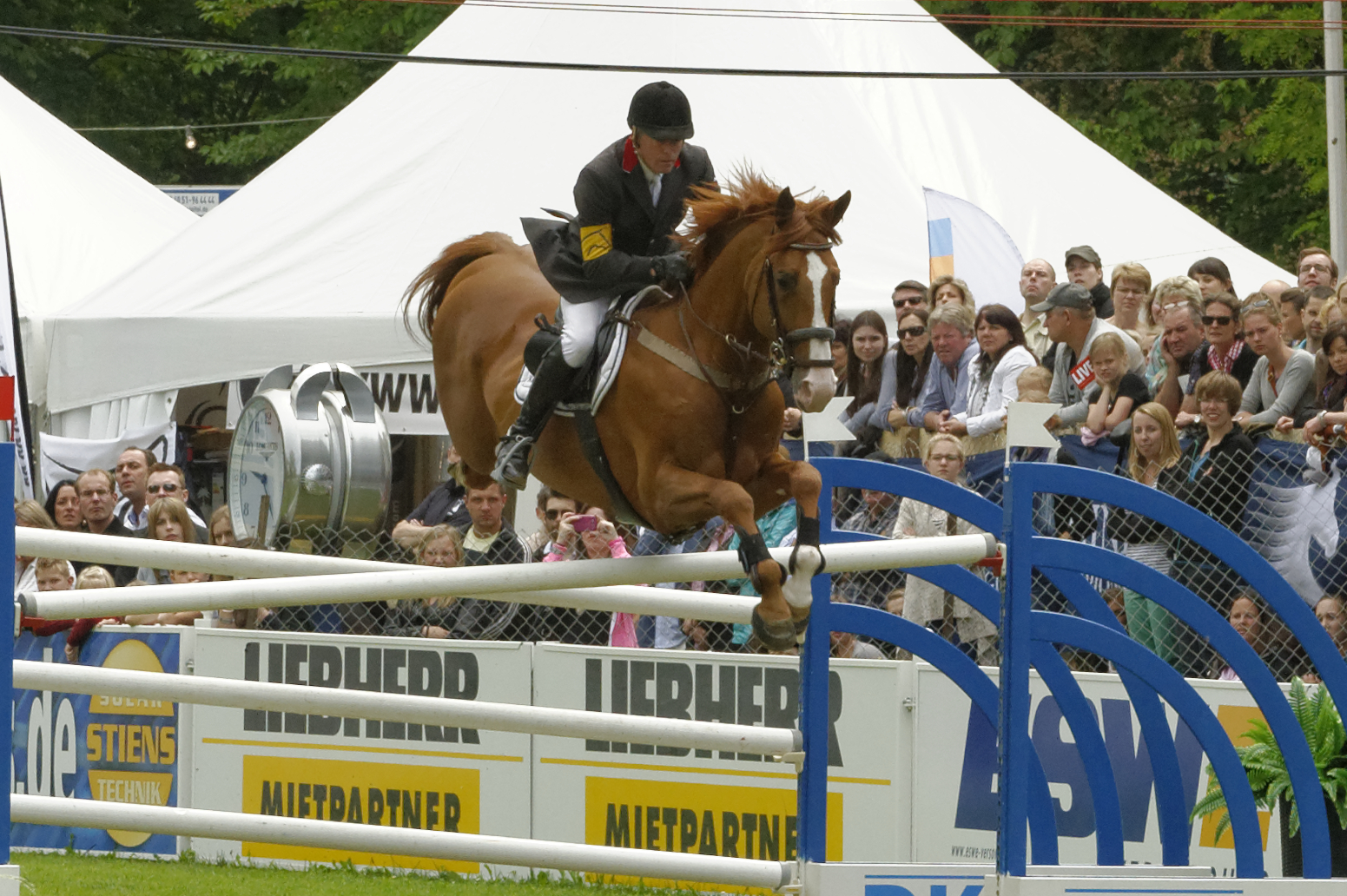
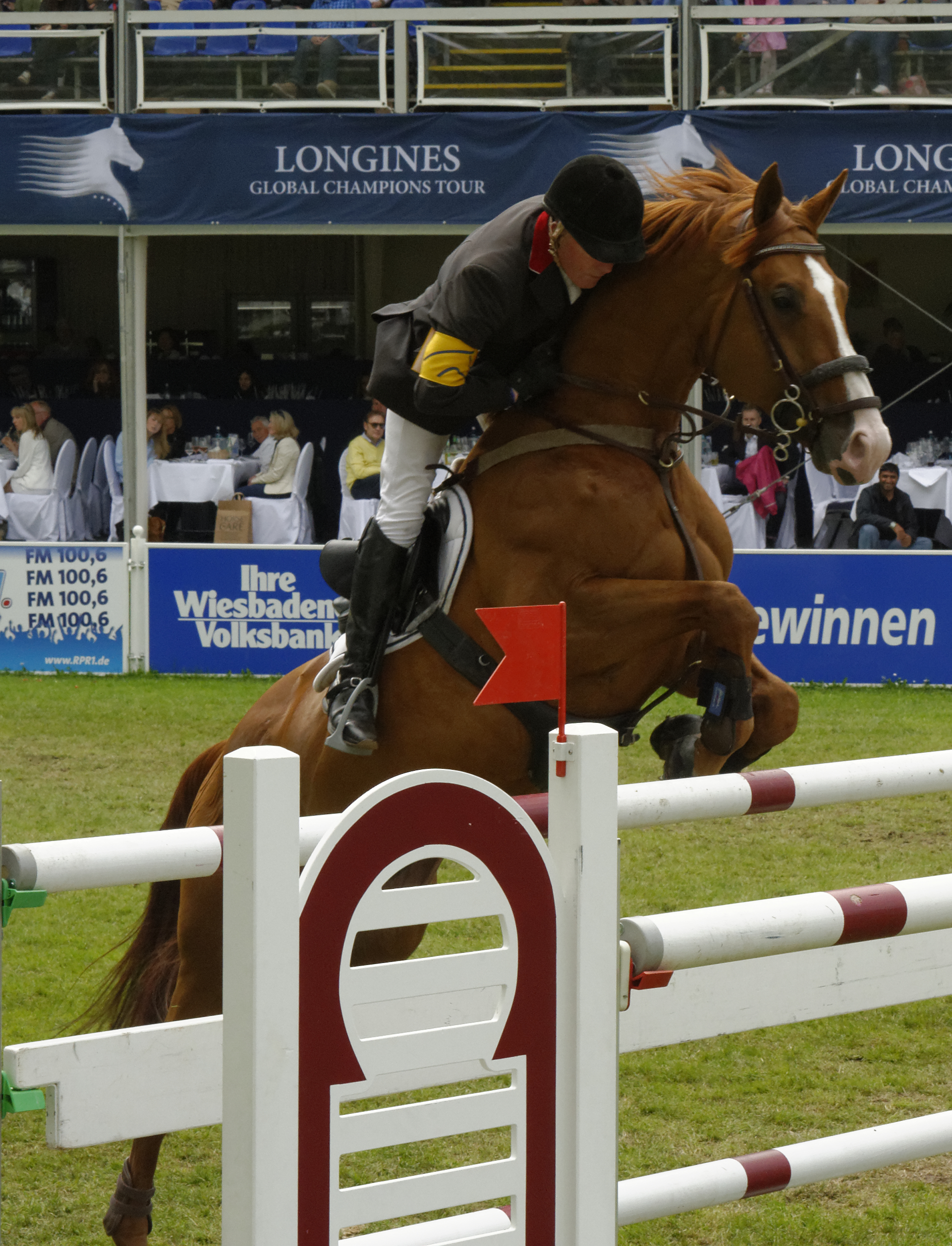
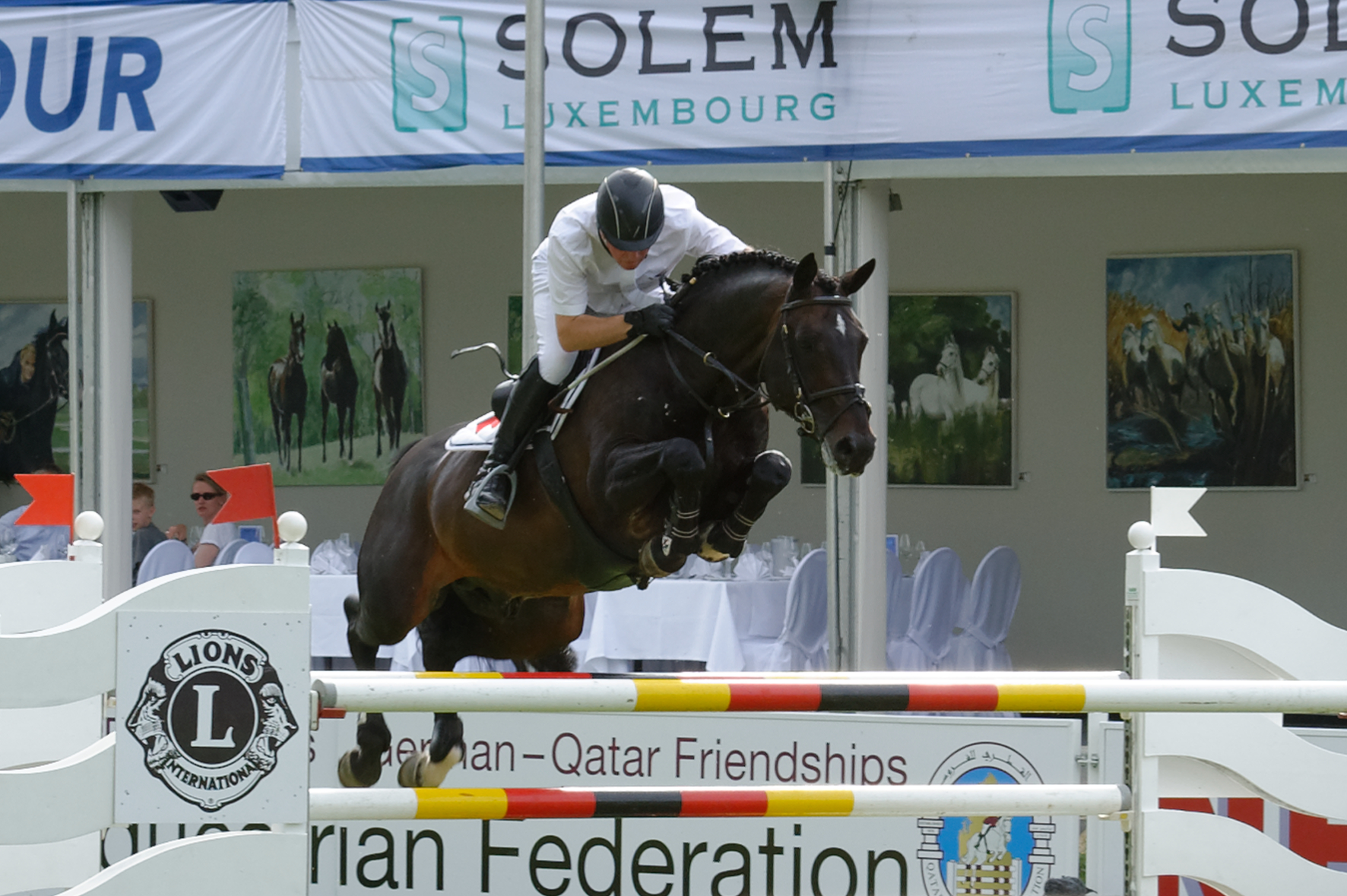
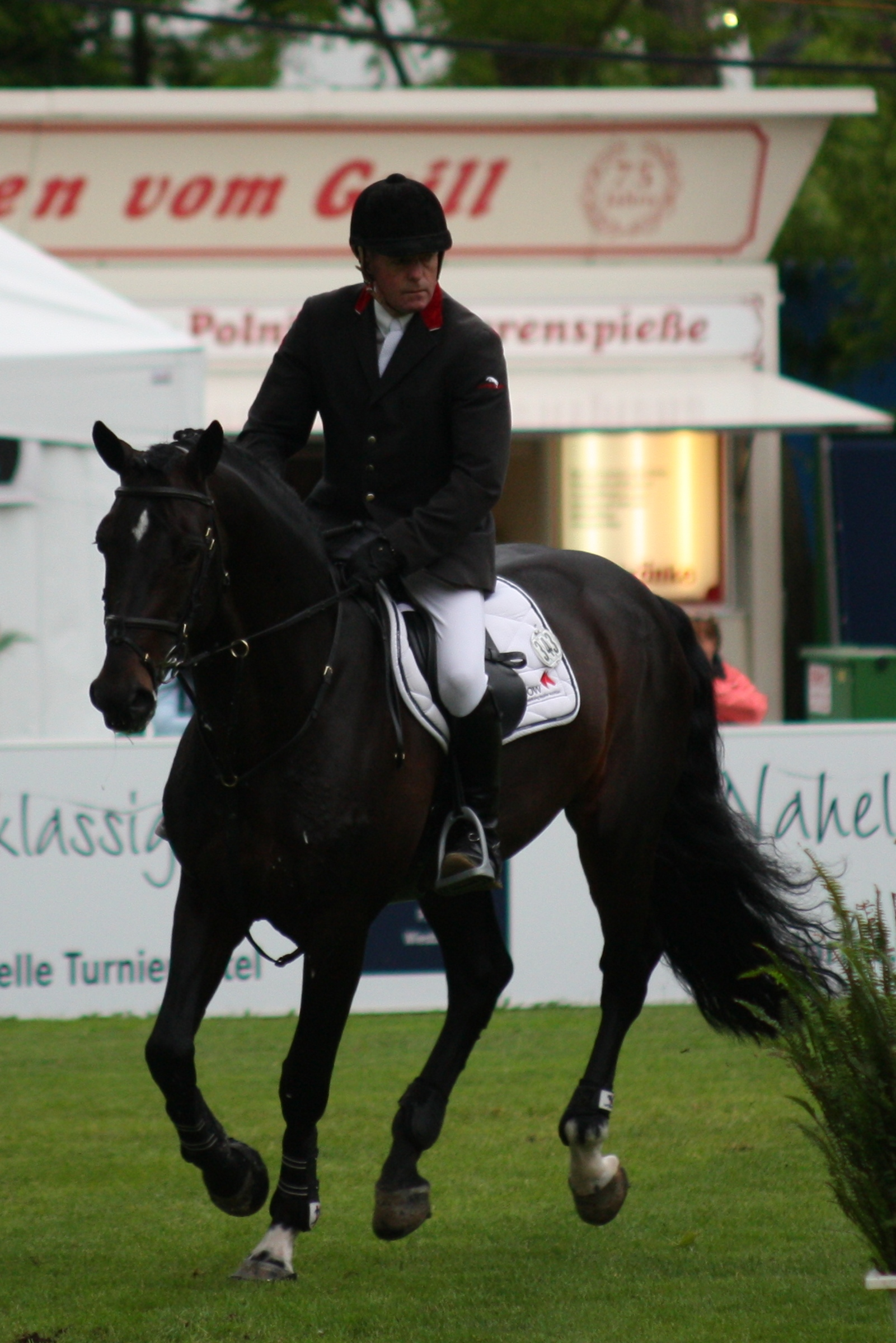

| Олімпіада         | Дисципліна       | Місце                 |
| ----------------- | ---------------- | --------------------- |
| Лос-Анджелес 1984 | конкур, особисті | =14                   |
| Лос-Анджелес 1984 | конкур, командні | 2                     |
| Барселона 1992    | конкур, особисті | 14                    |
| Барселона 1992    | конкур, командні | 7                     |
| Атланта 1996      | конкур, особисті | =9                    |
| Атланта 1996      | конкур, командні | 11T                   |
| Сідней 2000       | конкур, особисті | участь r2/2           |
| Сідней 2000       | конкур, командні | 8                     |
| Пекін 2008        | конкур, особисті | участь (кваліфікація) |

## Зовнішні посилання
- Досьє на sport.references.com [Архівовано 10 червня 2017 у Wayback Machine.]